# 宮下和男
宮下 和男（みやした かずお、1930年3月14日 - 2017年5月25日）は、日本の児童文学作家。
元信州児童文学会会長。元飯田女子短期大学教授。

## 略歴
長野県下伊那郡鼎村（現飯田市）に生まれる。長野師範学校予科を経て、学制改革により信州大学教育学部を卒業。長野県で教員を務め、高森中学校校長を最後に退職。
1968年「きょうまんさまの夜」(福音館書店)で第1回日本児童文学者協会新人賞、1978年「湯かぶり仁太」（信濃教育会編集部）で塚原健二郎文学賞をそれぞれ受賞。

## 著書
- 『きょうまんさまの夜』（福音館書店）、のち偕成社文庫
- 『いなむり平太』（学習研究社）
- 『ばんどりだいこ』(ポプラ社)
- 『山神の笛』（フレーベル館）
- 『かぜこぞう』（アリス館牧新社）
- 『しかうちまつり』(新日本出版社)
- 『春の迷路』(ほるぷ出版)
- 『少年の城』(岩崎書店)
- 『落ちてきた星たち』(岩崎書店)
- 『少年・椋鳩十物語』(理論社)
- 『野生のうた・椋鳩十の生涯』(一草舎)
- 『里山少年たんけん隊』（ほおずき書籍）